# Max Steel: El dominio de los elementos
Max Steel: El dominio de los elementos (Max Steel: Forces of Nature en su idioma original) es una película de acción del 2005 de la compañía de Mattel y Mainframe Entertainment. 
En esta película Max Steel se enfrenta a Elementor, un villano sumamente poderoso, que tiene la capacidad de transformarse en cinco formas elementales: agua, aire, tierra, fuego y metal y cuyo objetivo único es destruir la Tierra. Creado por el antiguo enemigo de Max Steel, Bio-Constrictor, Elementor es el resultado de la tecnología genética que ha estado presente durante mucho tiempo en estado latente.

## Argumento
La película comienza en el desierto, viendo a Max entrenando, tiempo después recibe un mensaje de su padre, avisándole que irá a las antiguas instalaciones de bio-con, esto hace que Max se preocupe.
Dentro de las instalaciones un agente libera accidentalmente a un clon de bio-con de nombre clave "elementor", este ataca al escuadrón n-tek y deja atrapado a Jefferson, allí es donde Max va a rescatarlo y empieza una carrera contra el tiempo con el objetivo de detener a elementor e impedir que se apodere de los isotopes restantes.
La película termina en un deshuesadero donde Max lucha contra elementor y aparentemente lo destruye.

## Secuelas
Max Steel: El dominio de los elementos es la secuela de Max Steel: En peligro de extinción y su secuela es Max Steel: Cuenta Regresiva.

## Curiosidades
- En esta película Max tiene una sola forma sin josh.
- El laboratorio de Bio Con no es el mismo de Peligro de Extinción.
- La película tiene algunos errores geográficos en cuanto a los lugares donde el equipo steel se dirige.